# Женщина, держащая весы
«Женщина, держащая весы» — картина нидерландского художника Яна Вермеера, написанная в 1662—1663 годах. Трактовки темы и символики картины значительно расходятся — женщина на полотне считалась как символом святости, так и приземлённости.

## Описание
На картине Вермеер изобразил молодую женщину, держащую пустые весы над столом с распахнутой шкатулкой, из которой свисают золотые украшения и жемчуг. На столе лежит синяя ткань, над ней — зеркало, из окна в верхнем левом углу сквозь золотистые занавески льётся свет.  За женщиной на стене висит картина с изображением Страшного суда, который вершит воздевший руки Христос. Существует мнение, что натурщицей для картины послужила Катарина Вермеер, жена художника.
Согласно Роберту Уэрта, автору книги «Вермеер и Платон: созидание идеи», картину в разное время интерпретировали, как форму ванитас, либо как представление Божественной Истины или Справедливости, либо как призыв к уравновешенной, осмысленной жизни или даже как средство для молитвенной медитации. Одни находили в картине аналогию с притчей Христа о купце, ищущем жемчуг, другие усматривали в женщине Деву Марию, «взвешивающую нерождённые души». Большинство искусствоведов считает, что женщина взвешивает собственные драгоценности, картина Страшного суда на стене служит напоминанием о тщетности земных благ, а зеркало отражает тщеславие её занятия.

## История
Первоначально картина называлась «Женщина, взвешивающая золото», но микроскопическое изучение полотна подтвердило предположение, что весы в руке женщины пусты. Картина входила в крупную коллекцию работ Вермеера, принадлежавшую голландскому типографу Якобу Диссиусу и распроданную 16 мая 1696 года в Амстердаме. За «Женщину, держащую весы» Диссиус выручил 155 гульденов — значительно больше, чем за «Спящую девушку» (62 гульдена) и «Офицера со смеющейся девушкой» (примерно 44 гульдена), но меньше, чем за «Молочницу» (177 гульденов).

## Материалы для рисования
Первый пигментный анализ картины, проведеный Германом Кюном, выявил использование ультрамарина для синей скатерти и свинцовых белил для серой стены. Пигмент ярко-желтой занавески был идентифицирован как индийский желтый. Последующие технические исследования картины Роберта Феллера и Эрнста Гиффорда показали, что картина была расширена примерно на пять сантиметров с каждой стороны. Верх желтой занавески прямо освещен светом из окна и окрашен с помощью яркого свинцово-оловянно-желтого пигмента. Нижняя часть того же занавеса в тени имеет гораздо более тусклый цвет, достигнутый за счет использования желтой охры, смешанной с угольно-черным в самых темных частях.